# Prorima thienemanni
Prorima thienemanni är en stekelart som först beskrevs av Gottlieb Wilhelm Bischoff 1932.  Prorima thienemanni ingår i släktet Prorima och familjen bracksteklar. Inga underarter finns listade i Catalogue of Life.